# 石鼓乡 (安岳县)
石鼓乡，是中华人民共和国四川省资阳市安岳县曾经下辖的一个乡。2019年12月，撤销石鼓乡，将其所属行政区域划归卧佛镇管辖。

## 行政区划
石鼓乡撤销前下辖以下地区：
白象村、木门村、双渠村、龙海村、金线村、柏林村、青狮村、花山村、石鼓村和大象村。